# Car Yuan od Hana
Car Yuan od Hana (75. pr. Kr.–33. pr. Kr.) bio je kineski car iz dinastije Han. Vladao je od 48. pr. Kr. do 33. pr. Kr. Pamti se po svom promicanju konfucijanstva kao kineske državne religije. Imenovao je sljedbenike Konfucija na važne položaje. Kineski povjesničari ga tradicionalno opisuju kao blagog čovjeka i vladara koji je iskreno brinuo za svoje podanike.
Međutim, usprkos njegovim nastojanjima, carska vlast je počela slabiti prije svega zbog njegove neodlučnosti i nesposobnosti da zaustavi frakcijske borbe unutar vlastite administracije, kao i sklonosti da pokloni povjerenje korumpiranim službenicima.